# Bejam
A Bejam egy brit mélyhűtött termékeket forgalmazó kiskereskedelmi üzletlánc volt, amit John Apthorp 1968-ban Stanmore-ban alapított. A bevezetésekor ez az termékválaszték még új volt. A bevétel kis részét mélyhűtők és hűtők értékesítéséből szerezte.
A Bejam 1986-ban megvette a Victor Value kiskereskedelmi bolthálózatot. 1989-ben a Benjamot felvásárolta az Iceland, bár háromszor nagyobb volt a megvett cég, mint a tulajdonos.  A boltok nevét megváltoztatta, de még ma is üzemelnek. 
Apthorp alapított egy alkoholos italokat árusító láncot, is Wizaerd Wines néven, amit később riválisa, a Magic Wines felvásárolt. Ez eredetileg a Bejam leányvállalata volt, de mikor felvásárolták a céget, akkor különváltak.
A Bejam név eredete: Brian Eric John Apthorpe Millie.